# Ernst von Beling
Ernst Ludwig Beling, ab 1912 von Beling, (* 19. Juni 1866 in Glogau; † 18. Mai 1932 in München) war ein deutscher Strafrechtswissenschaftler.

## Leben

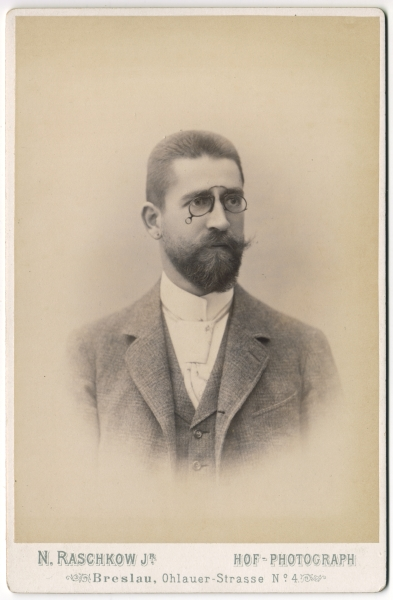
Portraitfoto von Ernst Beling

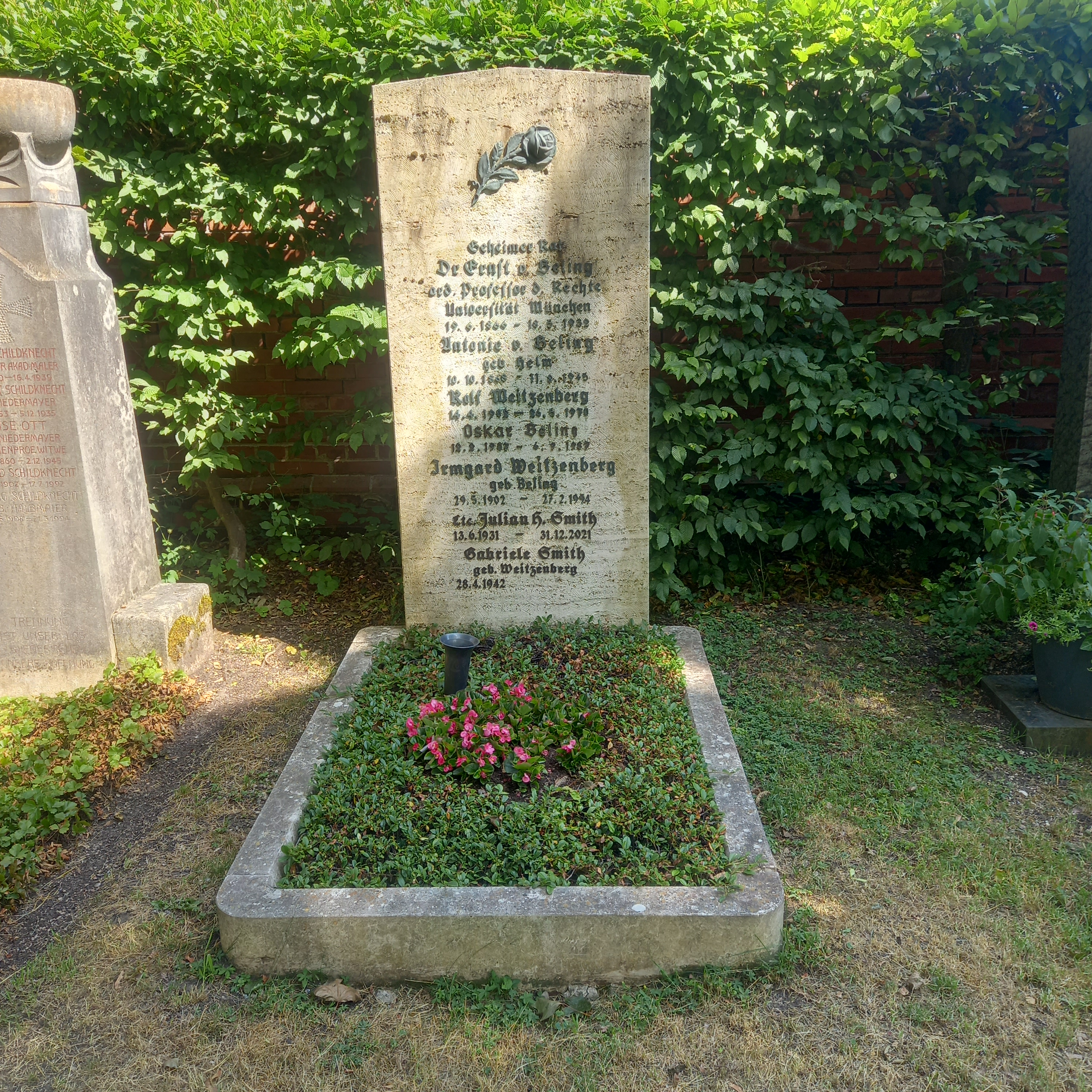
Das Grab von Ernst von Beling und seiner Ehefrau Antonie geborene Helm im Familiengrab auf dem Waldfriedhof (München)

Belings Vater war Richter. Seine Mutter entstammte einer Görlitzer Juristenfamilie und war Tochter des Kreisgerichtsrats Paul. Beling begann 1885 sein Jurastudium an der Universität Leipzig und wurde Mitglied des Akademischen Turnvereins Normannia Leipzig (seit 1909 Burschenschaft Normannia Leipzig).
In Leipzig wurde sein Interesse am Strafrecht durch Karl Binding geweckt. Beling selbst schreibt „Wenn ich Kriminalist geworden bin, so hat mich Binding dazu gemacht.“ 1886 wechselte er an die Schlesische Friedrich-Wilhelms-Universität, an der er nach drei Semestern seine Referendarprüfung ablegte und 1890 promoviert wurde. Am 14. Januar 1893 bestand er in Berlin die Große Staatsprüfung. Beling, der während seiner Referendarzeit seine Habilitation verfasst hatte, wurde am 15. Mai 1893 als Privatdozent für Strafrecht, Strafprozess, Zivilprozess und Völkerrecht an der Universität Breslau zugelassen. Dort erhielt er 1897 als Nachfolger von Alfred Schultze ein Extraordinariat für Strafrecht, Strafprozess, Völkerrecht, internationales Privat- und Strafrecht und Einführung in die Rechtswissenschaft und wurde am 2. Juli 1898 nach dem Tod von Hans Bennecke – und auf dessen Empfehlung hin – Ordinarius.
1900 übernahm er einen Lehrstuhl an der Hessischen Ludwigs-Universität, an der er aber nur fünf Semester verweilte. Im Herbst 1902 erhielt er einen Ruf an die Eberhard Karls Universität Tübingen. Dort hielt er am 15. Januar 1903 seine berühmte Antrittsvorlesung „Die Beweisverbote als Grenze der Wahrheitsforschung im Strafprozess“. An der Tübinger Universität entstand auch sein Werk „Die Lehre vom Verbrechen“, in dem er u. a. den Begriff des „Tatbestandes“ als dogmatischen Grundbegriff der Strafrechtswissenschaft herausarbeitete. 1912/13 war Beling Rektor der Tübinger Universität. Zum Sommersemester 1913 wechselte er an die Ludwig-Maximilians-Universität München, wo er bis zu seinem Tod im Jahre 1932 lehrte.

„Aber je mehr das Gerechtigkeitsideal in unserer Seele glüht, um so mehr müssen wir uns überwachen, nicht nur, daß es in unbesonnener unklarer Schwarmgeisterei zerfließe, sondern auch, daß nicht des Herzens heißer Drang die Erkenntnis des irdischen Rechtswesens, wie es ist, fälsche.“

## Ehrungen
Im November 1912 wurde Beling das Ehrenkreuz des Orden der Württembergischen Krone verliehen. Damit einher ging die Nobilitierung (Ordensadel). Beling hat den Adelstitel zeitlebens nicht verwendet.

## Werke
- Die geschichtliche Entwicklung der Retorsion und Kompensation von Beleidigungen und Körperverletzungen, Breslau 1894
- Lehrbuch des deutschen Reichs-Strafprozessrechts, 2. Auflage 1900 (Fortführung des Werks des verstorbenen Hans Bennecke)
- Die Beweisverbote als Grenzen der Wahrheitserforschung im Strafprozeß, Sonderausgabe, Darmstadt, Wiss.Buchgesellschaft, 1902 (Digitalisat).
- Die Lehre vom Verbrechen, Tübingen 1906
- Die Vergeltungsidee und ihre Bedeutung für das Strafrecht, Leipzig 1908
- Strafrechtspflege. In: Handbuch der Politik, Berlin und Leipzig 1914
- Revolution und Recht, Augsburg 1923
- Deutsches Reichsstrafprozeßrecht mit Einschluß des Strafgerichtsverfassungsrechts. Berlin und Leipzig, Walter de Gruyter & Co., 1928
- Die Lehre vom Tatbestand (Reinhard von Frank zum 70. Geburtstag dargebracht). Tübingen, J. C. B. Mohr, 1930
- Grundzüge des Strafrechts: Mit e. Anleitg zur Bearb. von Strafrechtsfällen, 11. Aufl., Tübingen: J. C. B. Mohr, 1930